# Appelhof
Appelhof ist ein Gemeindeteil des Marktes Allersberg im Landkreis Roth (Mittelfranken, Bayern). Appelhof liegt in der Gemarkung Altenfelden.

## Lage
Der Ort liegt etwa zwei Kilometer südwestlich von Allersberg und 300 m nordwestlich des Rothsees. 300 m östlich verlaufen die Bundesautobahn 9 und die Schnellfahrstrecke Nürnberg–Ingolstadt. Südlich fließt die Kleine Roth vorbei und mündet bald darauf in den Rothsee. Einziges Anwesen ist das Rokoko-Schlösschen Appelhof.

## Geschichte
Appelhof wurde 1457 erstmals urkundlich erwähnt. Es gehörte zu diesem Zeitpunkt dem Herzog Ludwig von Bayern, danach diversen Nürnberger Patrizierfamilien. Das heutige Schloss wurde um 1760 von dem Allersberger Fabrikanten Jacob Gilardi erbaut und diente seiner Familie als Sommerresidenz. Es trägt die Handschrift des Architekten Gabriel de Gabrieli; ob er tatsächlich der Baumeister war, ist nicht bekannt. 1889 wurde es von dem Stiftefabrikanten Lothar von Faber erworben und ist bis heute im Besitz der Familie Faber-Castell.
Gegen Ende des 18. Jahrhunderts bestand Appelhof aus einem Schloss und einer Kapelle. Das Hochgericht übte das pfalz-neuburgische Landrichteramt Allersberg aus. Der Fabrikant Jacob Gilardi war Grundherr des Anwesens. Im Rahmen des Gemeindeedikts (frühes 19. Jahrhundert) wurde Appelhof dem Steuerdistrikt Guggenmühle und der Ruralgemeinde Altenfelden zugewiesen. Am 1. Juli 1971 erfolgte im Zuge der Gebietsreform in Bayern die Eingemeindung nach Allersberg.
Das Anwesen ist seit 2011 unbewohnt. Eine Restaurierung ist geplant.

### Baudenkmäler
- Jagd- und Lustschlösschen Appelhof[10]

### Einwohnerentwicklung
| Jahr      | 001818 | 001836 | 001861 | 001871 | 001885 | 001900 | 001925 | 001950 | 001961 | 001970 | 001987 | 002015 |
| Einwohner | 13     | 13     | 7      | 13     | 7      | 9      | 9      | 18     | 13     | 12     | 7      | 0      |
| Häuser    | 4      | 1      |        |        | 1      | 2      | 2      | 2      | 2      |        | 2      |        |
| Quelle    | [ 12 ] | [ 13 ] | [ 14 ] | [ 15 ] | [ 16 ] | [ 17 ] | [ 18 ] | [ 19 ] | [ 20 ] | [ 21 ] | [ 22 ] | [ 1 ]  |

## Religion
Appelhof ist römisch-katholisch geprägt und bis heute nach Mariä Himmelfahrt (Allersberg) gepfarrt. Die Einwohner evangelisch-lutherischer Konfession waren ursprünglich nach Eckersmühlen gepfarrt, seit den 1960er Jahren ist die Pfarrei Allersberg zuständig.